# Korona estońska
Korona estońska (est. Eesti kroon) – jednostka monetarna Estonii (od 1928 roku do 31 grudnia 2010, z przerwą w okresie ZSRR). 1 korona estońska = 100 senti. Kod walutowy według ISO 4217 EEK. Średni kurs NBP 1 EEK = 0,2531 PLN (według stanu na 31 grudnia 2010). Z dniem 1 stycznia 2011 roku na terenie Estonii została wprowadzona waluta euro. Ostatnie korony estońskie zostały wycofane z obiegu 14 stycznia 2011 roku.

## Okres 1928–1941
Reforma walutowa spowodowana gwałtownie spadającą wartością marki estońskiej weszła w życie 1 stycznia 1928 roku. Na mocy reformy wprowadzono do obiegu nową walutę narodową – koronę estońską w miejsce poprzedniej. Kurs wymiany ustalono na 100 marek estońskich za 1 koronę. Nazwę nowej waluty przyjęto od korony szwedzkiej, zapewne ze względu na historyczne powiązania obu państw. Dzięki sporej pożyczce zagranicznej udało się ustabilizować kurs korony estońskiej i powiązać go z funtem szterlingiem. Kurs wymiany pozostał niezmieniony do kryzysu gospodarczego w 1933 roku. Jak i w wypadku marki estońskiej, tak i w tym przypadku Bank Estonii ogłosił konkurs na projekt nowych banknotów i monet w dniu 4 czerwca 1926 roku. W konkursie wzięło udział wielu znanych artystów. Zwycięzcą został artysta grafik Günther Reindorff. Na początek zaprojektował on banknoty o nominałach 5, 10 i 50 koron, a w okresie późniejszym również banknoty 20 i 100 koronowe. Z powodu opóźnień związanych z wykonaniem projektów nowych banknotów i ich drukiem, Bank Estonii zdecydował się na wprowadzenie do obiegu starych banknotów 100 markowych z wiśniowym nadrukiem Üks kroon („jedna korona”), co odpowiadało kursowi przeliczenia starej waluty estońskiej na nową. Banknoty te weszły do obiegu natychmiast po ogłoszeniu reformy walutowej w styczniu 1928 roku. Banknoty 10 koronowe weszły do obiegu dopiero we wrześniu 1928 roku, a pozostałe jeszcze później. W sumie w okresie od 1928 do 1940 roku Bank Estonii wprowadził do obiegu następujące banknoty:
- 1 korona estońska – przedruk na 100 markach estońskich (1928)
- 5 koron (1929)
- 10 koron (1928, 1937, 1940 – ten ostatni rocznik nie został już dopuszczony do obiegu)
- 20 koron (1932)
- 50 koron (1929)
- 100 koron (1935).

| Seria 1928–1940 | Seria 1928–1940 | Seria 1928–1940 | Seria 1928–1940 | Seria 1928–1940 | Seria 1928–1940                                     | Seria 1928–1940                   | Seria 1928–1940 | Seria 1928–1940 |
| Awers           | Rewers          | Nominał         | Wymiar (mm)     | Kolor główny    | Opis awers                                          | Opis rewers                       | Data wydania    | Nakład (szt)    |
| --------------- | --------------- | --------------- | --------------- | --------------- | --------------------------------------------------- | --------------------------------- | --------------- | --------------- |
|                 |                 | 1 korona        | 168 × 89        | brązowy         | napis „ÜKS KROON” po obu stronach                   | napis „ÜKS KROON” po obu stronach | 1928            | 10 370 000      |
|                 |                 | 5 koron         | 128 × 71        | jasny czerwony  | rybak z wiosłem                                     | Wartość nominalna i godło Estonii | 1929            | 7 200 000       |
|                 |                 | 10 koron        | 128 × 80        | jasnoniebieski  | żniwiarka w ludowej sukni z sierpem i snopem siania | Wartość nominalna i godło Estonii | 1928            | 5 450 000       |
|                 |                 | 10 koron        | 128 × 80        | jasnoniebieski  | żniwiarka w ludowej sukni z sierpem i snopem siania | Wartość nominalna i godło Estonii | 1937            | 4 650 000       |
|                 |                 | 10 koron        | 128 × 80        | jasnoniebieski  | żniwiarka w ludowej sukni z sierpem i snopem siania | Wartość nominalna i godło Estonii | 1940            | 1 710 000       |
|                 |                 | 20 koron        | 140 × 87        | jasnozielony    | pasterz                                             | Wartość nominalna i godło Estonii | 1932            | 2 700 000       |
|                 |                 | 50 koron        | 158 × 100       | jasny brąz      | wysokie wybrzeże w pobliżu wioski Rannamõisa        | Wartość nominalna i godło Estonii | 1929            | 1 070 000       |
|                 |                 | 100 koron       | 180 × 102       | szaro-niebieski | kowal przy kowadle na tle budynków fabrycznych      | Wartość nominalna i godło Estonii | 1935            | 485 000         |

## Monety koronowe 1928–1941
Poza banknotami do obiegu wszedł zestaw monet. Na ich projekt ogłoszono konkurs, który, jak w przypadku banknotów, wygrał ten sam artysta Günther Reindorff oraz Georg Vestenberg, który już wcześniej projektował monety w walucie markowej. Pierwsze monety, 25 senti, weszły do obiegu już w 1928 roku. W 1936 roku zostały one zastąpione monetami o nominale 20 senti. Wkrótce do obiegu weszły i pozostałe monety.
Według estońskiego prawa walutowego monety o wartości 1 i 2 koron mogły być wybijane jedynie w srebrze. W 1934 roku przeprowadzono poprawkę do tego prawa umożliwiającą wybijanie monet koronowych i w innych metalach, co zastosowano przy produkcji monety 1 koronowej z 1934 roku z wizerunkiem statku wikingów. Korona estońska pozostała prawnym środkiem płatniczym w Estonii od 1 stycznia 1928 roku do 25 marca 1941 roku. Kiedy kraj znalazł się pod okupacją sowiecką w czerwcu 1940 roku, korona nadal pozostała w obiegu. 25 listopada 1940 roku władze okupacyjne wprowadziły do jednoczesnego obiegu obok korony, ruble sowieckie, a 25 marca 1941 roku, na 3 miesiące przed wybuchem wojny z III Rzeszą, wycofano koronę estońską z obiegu. W okresie okupacji niemieckiej (1941-1944) i sowieckiej (1944-1991) w obiegu na terytorium Estonii pozostawały obce waluty wprowadzone przez okupantów.

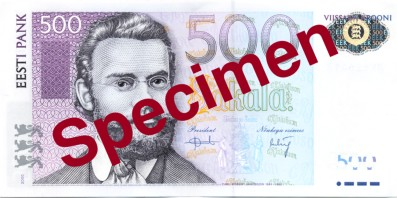
Współczesny estoński banknot 500-koronowy

| Nominał                                 | Rok wydania | Materiał        | Waga   | Średnica | Rant      | Nakład     | Wizerunek |
| --------------------------------------- | ----------- | --------------- | ------ | -------- | --------- | ---------- | --------- |
| 1 senti                                 | 1929        | brąz            | 1,9 g  | 16 mm    | gładki    | 23 553 000 |           |
| 1 senti (nowy projekt)                  | 1939        | brąz            | 1,1 g  | 16 mm    | gładki    | 5 000 000  |           |
| 1 senti (nowy projekt)                  | 1939        | brąz            | 1 g    | 16 mm    | gładki    | 701 000    |           |
| 2 senti                                 | 1934        | brąz            | 3,4 g  | 19,5 mm  | gładki    | 5 838 000  |           |
| 5 senti                                 | 1931        | brąz            | 5,0 g  | 23,25 mm | gładki    | 11 000 000 |           |
| 10 senti                                | 1931        | brązonikiel     | 2,5 g  | 17,75 mm | gładki    | 4 089 000  |           |
| 20 senti                                | 1935        | brązonikiel     | 4,0 g  | 21,25 mm | gładki    | 4 250 000  |           |
| 25 senti                                | 1928        | brązonikiel     | 8,5 g  | 27,5 mm  | ząbkowane | 2 025 000  |           |
| 50 senti                                | 1936        | brązonikiel     | 7,5 g  | 27,5 mm  | gładki    | 1 256 000  |           |
| 1 korona – X Święto Pieśni w Tallinnie  | 1933        | srebro 500      | 6,0 g  | 25,25 mm | ząbkowane | 351 767    |           |
| 1 korona – statek Wikingów              | 1934        | brąz aluminiowy | 6,0 g  | 25,25 mm | gładki    | 3 305 000  |           |
| 2 korony – zamek Toompea, Tallinn       | 1930        | srebro 500      | 12,0 g | 30 mm    | ząbkowane | 1 276 455  |           |
| 2 korony – 300 lat uniwersytetu w Tartu | 1932        | srebro 500      | 12,0 g | 29,75 mm | gładki    | 101 037    |           |

## Okres po 1991 r.
Na kilka lat przed ogłoszeniem niepodległości w Estonii zaczęła już kiełkować idea powrotu do własnej waluty narodowej. Już w grudniu 1989 roku Rada Ministrów Estońskiej SRR ogłosiła konkurs na projekt nowej waluty, którą miała oczywiście zostać korona estońska w nawiązaniu do tradycji z lat międzywojennych. W wyniku konkursu wyłoniono trzech zwycięzców, z których dwóch (Urmas Ploomipuu i Vladimir Taiger) stało się autorami estońskich banknotów. Banknoty wydane przez Bank Estonii w większości zostały wydrukowane w Wielkiej Brytanii przez firmę Thomas de la Rue & Co. Jedynie banknoty 2 koronowe zostały wydrukowane w Stanach Zjednoczonych. Ostatnio wydane banknoty 25, 100 i 500 koronowe były drukowane w Niemczech. Bank Estonii wydał następujące banknoty, które zostały wprowadzone do obiegu 20 czerwca 1992 roku, zastępując sowieckiego rubla:
- 1 korona (1992) z wizerunkiem estońskiego artysty Kristjana Rauda, który nota bene wygrał konkurs na projekt marki estońskiej w 1919 roku, ale nie wziął udziału w implementacji projektu. Ne rewersie znajduje się widok zamku Toompea w Tallinnie, siedziby Parlamentu Estonii.
- 2 korony (1992, 2006, 2007) z wizerunkiem biologa Karla Ernsta von Baera. Na rewersie znajduje się widok uniwersytetu w Tartu.
- 5 koron (1991, 1994) z wizerunkiem estońskiego szachisty Paula Keresa. Na rewersie znajduje się widok na zamek w Narwie, rzekę Narwę i twierdzę w Iwangorodzie.
- 10 koron (1991, 1994, 2006, 2007) z wizerunkiem estońskiego językoznawcy i folklorysty pastora Jakoba Hurta.
- 25 koron (1991, 2002, 2007) z wizerunkiem estońskiego pisarza Antona Hansena Tammsaare.
- 50 koron (1994) z wizerunkiem estońskiego kompozytora, organisty i pedagoga Rudolfa Tobiasa. Na rewersie znajduje się wizerunek gmachu teatru Estonia w Tallinnie (mieszczącego obecnie Estońską Operę Narodową, Estoński Balet Narodowy i Państwową Orkiestrę Symfoniczną Estonii).
- 100 koron (1991, 1994, 1999, 2007) z wizerunkiem poetki Lydii Koiduli. Na rewersie autograf z fragmentem wiersza poetki, w tle wysoki brzeg klifowy w północnej Estonii.
- 500 koron (1991, 1994, 1996, 2000, 2007) z wizerunkiem estońskiego polityka i działacza Carla Roberta Jakobsona. Na rewersie jaskółka, narodowy ptak Estonii, w tle typowy krajobraz estoński.

W 2010 roku Estonia została zaproszona do strefy euro z datą wejścia od 1 stycznia 2011 roku. Od 1 stycznia 2011 Estonia przyjęła walutę euro.

## Monety koronowe po 1991 r.
Na projekt nowych monet również ogłoszono konkurs, lecz projekty jego zwycięzców nie zostały wprowadzone w życie, ponieważ nie zawierały godła państwowego, a jedynie inne symbole estońskie (narodowy kwiat chaber i jaskółki). Ostatecznie postanowiono wzorować się na projektach monet z lat międzywojennych. Wybrano więc projekty stosujące godło państwowe Estonii. Ich autorami byli: Arseni Mölder i Ants Raud. Do obiegu weszły następujące monety:
| Nominał                                           | Rok wydania                                          | Materiał | Waga   | Średnica | Rant              | Nakład      |
| ------------------------------------------------- | ---------------------------------------------------- | -------- | ------ | -------- | ----------------- | ----------- |
| 5 senti                                           | 1991, 1992, 1995                                     | mosiądz  | 1,29 g | 15,95 mm | gładki            | 43 790 000  |
| 10 senti                                          | 1991, 1992, 1994, 1996, 1997, 1998, 2002, 2006, 2008 | mosiądz  | 1,85 g | 17,1 mm  | gładki            | 173 390 000 |
| 20 senti                                          | 1992, 1996                                           | mosiądz  | 2,23 g | 18,9 mm  | gładki            | 42 280 000  |
| 20 senti                                          | 1997, 1999, 2003, 2004, 2006, 2008                   | nikiel   | 2,0 g  | 18,95 mm | gładki            | 110 930 000 |
| 50 senti                                          | 1992, 2004, 2006, 2007                               | mosiądz  | 2,99 g | 19,5 mm  | gładki            | 65 200 000  |
| 1 korona                                          | 1992, 1993, 1995                                     | nikiel   | 5,44 g | 23,25 mm | gładki            | 30 200 000  |
| 1 korona                                          | 1998, 2000, 2001, 2003, 2006                         | mosiądz  | 5,0 g  | 23,25 mm | ząbkowany/ gładki | 75 170 000  |
| 1 korona z okazji 90-lecia niepodległości Estonii | 2008                                                 | mosiądz  | 5,0 g  | 23,25 mm | ząbkowany/ gładki | 20 000 000  |
| 5 koron z okazji 75-lecia niepodległości Estonii  | 1993                                                 | mosiądz  | 7,1 g  | 26,1 mm  | gładki            | 1 520 000   |
| 5 koron z okazji 75-lecia Banku Estonii           | 1994                                                 | mosiądz  | 7,1 g  | 26,1 mm  | gładki            | 10 180 000  |

Monety estońskie zostały wybite przez następujące mennice:
- RE Juveel Tallin w Estonii,
- Rahapaja OY w Finlandii,
- South African Mint w Południowej Afryce,
- Royal Mint w Wielkiej Brytanii,
- Mennica Paryska we Francji
- Münze Österreich w Austrii,
- Royal Australian Mint w Australii,
- Koninklijke Nederlandse Munt w Holandii
- Lietuvos Monetų Kalykla na Litwie.

Oprócz wyżej wymienionych monet Bank Estonii wydał szereg tzw. monet kolekcjonerskich w walucie koronowej. Monety te jednak nie są spotykane w obiegu i stanowią jedynie przedmiot kolekcjonerski lub obiekt inwestycji, jako że wykonane są z metali szlachetnych (złoto i srebro).

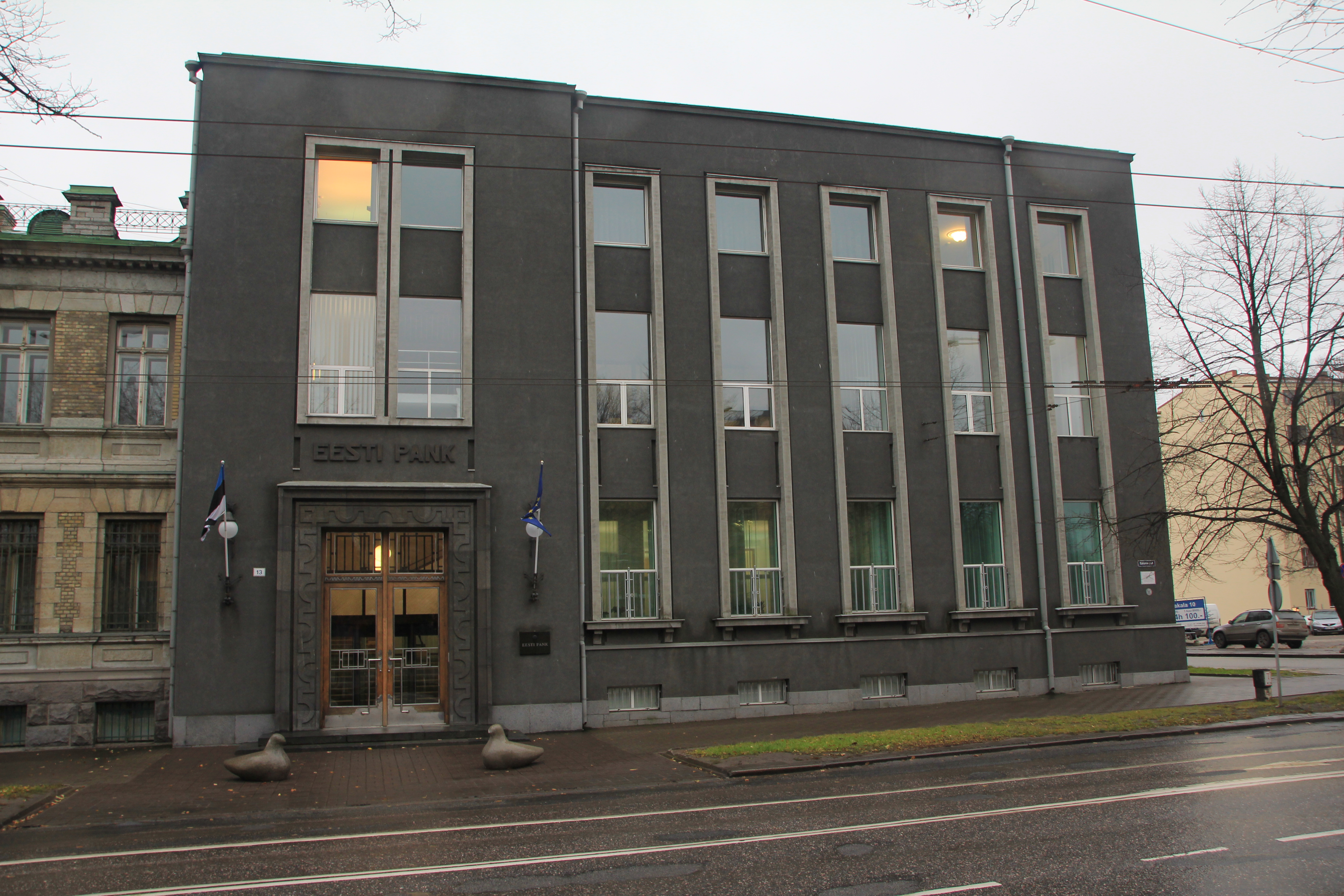
Tallinn, główna siedziba Banku Estonii od 1992 r.